# Gerbillus poecilops
Gerbillus poecilops es una especie de roedor de la familia Muridae.

## Distribución geográfica
Se encuentra en Arabia Saudita y Yemen.  